# Habenaria riparia
Habenaria riparia là một loài thực vật có hoa trong họ Lan. Loài này được Renz & Grosvenor mô tả khoa học đầu tiên năm 1979.